# Реймондвілл (Техас)
Реймондвілл (англ. Raymondville) — місто (англ. city) в США, в окрузі Вілласі штату Техас. Населення — 10 236 осіб (2020).

## Географія
Реймондвілл розташований за координатами 26°28′33″ пн. ш. 97°46′40″ зх. д. / 26.47583° пн. ш. 97.77778° зх. д. (26.475708, -97.777744).  За даними Бюро перепису населення США в 2010 році місто мало площу 10,68 км², з яких 10,66 км² — суходіл та 0,03 км² — водойми.

## Демографія
Згідно з переписом 2010 року, у місті мешкали 11 284 особи в 2500 домогосподарствах у складі 1945 родин. Густота населення становила 1056 осіб/км².  Було 3074 помешкання (288/км²).
Расовий склад населення:
| - 85,9 % — білих - 3,5 % — чорних або афроамериканців - 1,1 % — азіатів - 0,2 % — корінних американців - 0,1 % — вихідців з тихоокеанських островів - 7,5 % — осіб інших рас |

До двох чи більше рас належало 1,7 %. Частка іспаномовних становила 86,9 % від усіх жителів.
За віковим діапазоном населення розподілялося таким чином: 21,7 % — особи молодші 18 років, 67,5 % — особи у віці 18—64 років, 10,8 % — особи у віці 65 років та старші. Медіана віку мешканця становила 31,4 року. На 100 осіб жіночої статі у місті припадало 147,8 чоловіків;  на 100 жінок у віці від 18 років та старших — 161,2 чоловіків також старших 18 років.
Середній дохід на одне домашнє господарство  становив 33 799 доларів США (медіана — 20 938), а середній дохід на одну сім'ю — 35 706 доларів (медіана — 26 938). Медіана доходів становила 25 729 доларів для чоловіків та 21 590 доларів для жінок. За межею бідності перебувало 40,9 % осіб, у тому числі 51,7 % дітей у віці до 18 років та 38,6 % осіб у віці 65 років та старших.
Цивільне працевлаштоване населення становило 2302 особи. Основні галузі зайнятості: освіта, охорона здоров'я та соціальна допомога — 29,1 %, публічна адміністрація — 13,9 %, роздрібна торгівля — 10,7 %, мистецтво, розваги та відпочинок — 9,6 %.